# Punte dentară

## Puntea dentară
O punte este o restaurare dentară fixă folosită pentru a înlocui unul sau mai mulți dinți lipsă prin plasarea unui dinte artificial definitiv la dinții adiacenți sau la implanturile vecine.

## Definiții
Punte fixă: O proteză dentară care este definitiv atașată de dinții naturali și care înlocuiește dinți lipsă.
Element de agregare: Coroana care acoperă dintele care suportă și susține proteza dentară.
Corp de punte: Dintele artificial care înlocuiește un dinte natural.
Retainer: Componenta atașată la elementul de agregare pentru retenția protezei. Acestea pot fi minore sau majore.
Unitate: Corpul de punte și elementele de agregare sunt denumite unități. Numărul total de unități din puntea dentară este egal cu numărul de corpuri de punte plus numărul de elemente de agregare.
Șa: Zona de pe creasta alveolară care este edentată și unde cel puțin un dinte lipsă urmează a fi înlocuit cu un dinte artificial.
Conector: Unește corpul de punte cu retainer-ul sau 2 retainere împreună. Aceștia pot fi ficși sau mobili.
Lungimea crestei alveolare: Distanța crestei alveolare dintre dinții naturali pe care va fi plasată puntea.
Dinte stâlp: Dintele sau implantul care suportă și susține puntea dentară.
Punte fixată adeziv: O proteză dentară unde corpul de punte este conectat cu suprafața dintelui natural care este fie nepreparată fie minim preparată.

## Avantajele și dezavantajele înlocuirii dinților prin această metodă
| Avantaje | Dezavantaje |
| Restaurează estetic (particularitate importantă pentru edentațiile din zona frontală)                              | Pierderea substanței dure dentare (pregătirea dinților pentru elementele de agregare necesită, de obicei, o preparație semnificativă a dinților)                                             |
| Restaurează funcțiile ( masticatorie, fonatorie)                                                                   | Deteriorarea pulpei (prepararea dinților deschide tubii dentinari permițând o conexiune între bacteriile din cavitatea orală și pulpă). Prepararea avansată poate determina afectarea pulpei |
| Stabilitate ocluzală (previne alunecarea, deplasarea, rotația și deplasarea verticală a dinților adiacenți/ opuși) | Carii secundare (în jurul marginilor coronare, sub elementele de agregare) |
| Preferințele pacientului                                                                                           | Carii secundare (în jurul marginilor coronare, sub elementele de agregare) |

Tipuri de punți
Puntea convențională
Punțile convenționale sunt punți care sunt susținute de coroane cu acoperire completă, de ¾, onlay-uri și inlay-uri pe dinții stâlpi. În aceste tipuri de punți, dinții stâlpi necesită o preparare și o reducere a țesuturilor dure dentare pentru a sprijini proteza. Punțile convenționale sunt denumite în funcție de felul în care corpurile de punte sunt atașate de retainer.
Punțile fixe
O punte fixă se referă la corpul de punte care este atașat de retainer pe ambele părți ale spațiului cu o singură inserție. Acest tip de design are un conector rigid la fiecare capăt care conectează dintele stâlp de corpul de punte. Deoarece bonturile sunt conectate rigid între ele, este esențial ca în timpul pregătirii dinților, suprafețele proximale ale dinților stâlpi să fie preparate astfel încât să fie paralele între ele.
Punțile cu extensie
O punte cu extensie este o punte, unde corpul de punte este atașat de dintele stâlp doar de o singură parte. Dintele stâlp poate fi mezial sau distal de corpul punții.
Mai există o variantă al acestui tip de punte, unde corpul de punte și dintele stâlp sunt unite printr-o bară metalică. De obicei, un dinte frontal lipsă este înlocuit și susținut de un dinte posterior. Acest tip de design nu mai este utilizat astăzi.
Punțile fixe mobilizabile
Corpul de punte este atașat ferm de un dinte stâlp la un capăt al punții(sprijin major) și atașat printr-o îmbinare mobilă la celălalt capăt (sprijin minor).
Un avantaj major al acestui tip de punte este că articulația mobilă poate acoperi diferențele de angulare ale dinților bont pe axa lungă, ceea ce permite o axă de inserție indiferent de alinierea dintelui stâlp. Acest lucru permite o abordare mai conservatoare, deoarece bonturile nu trebuie pregătite astfel încât să fie paralele unul cu altul. În mod ideal, conectorul rigid ar trebui să atașeze corpul de punte la dintele stâlp situat mai distal. Conectorul mobil fixează corpul de punte de dintele mezial, permițând mișcarea limitată a acestui dinte stâlp în direcție verticală.
Punțile adezive
O alternativă la punțile tradiționale sunt cele adezive (denumite și punte Maryland). O punte adezivă utilizează două `aripioare` fixate de corpul punții cu care se atașează de dinții stâlpi. Dinții stâlpi vor necesita o preparație minimă sau deloc. Se utilizează, de obicei, când dinții stâlpi sunt integri și fără vreo afectare de orice fel.
Design combinat
Aceste punți încorporează elemente diferite din punțile cu design convențional. O combinație populară este utilizarea unei proteze fixe cu o extensie.
Design hibrid
Punțile care încorporează elemente atât din design-ul celor convenționale, cât și din cele adezive.
Avantajele și dezavantajele design-ului punților convenționale
|                           | Avantaje | Dezavantaje |
| Punțile fixe              | Rezinstență maximă Foarte retentive Cel mai acceptat design pentru punțile care protezează o edentație mai mare Construcția este relativ simplă | Preparația trebuie sa fie paralelă ceea ce poate necesita o preparație extinsă a dintelui. Astfel dintele își pierde rezistența și pulpa poate fi afectată. Realizarea unei preparații paralele pe dinții stâlpi reprezintă o provocare. Este important să se evite îndepărtarea inutilă de țesut dur dentar. Dinții stâlpi sunt sprijinul principal și necesită o preparație extensivă. Sunt cimentate ca o singură unitate, ceea ce poate reprezenta o provocare. |
| Punțile fixe mobilizabile | Nu este necesară o preparație paralelă a dinților stâlpi, ceea ce evită astfel îndepărtarea excesivă de țesut dur dentar. Preparația este mai conservatoare. Permite mici mișcări ale dinților Cimentarea este mai simplă deoarece componentele pot fi cimentate separat. | Nu se recomandă pentru edentațiile mari. Design complex care trebuie realizat în laborator Puntea temporară este dificil de realizat |
| Punțile cu extensie       | Un singur dinte stâlp este necesar, de aceea este o punte conservatoare Preparația paralelă a dinților stâlpi nu este necesară Cea mai potrivită punte pentru restaurarea dinților frontali Îngrijirea și igiena orală sunt mai ușor de realizat de către pacient.        | Lungime edentației este limitată la un singur corp de punte din cauza efectului de pârghie pe dintele stâlp. Design rigid pentru a preveni deformarea. Înclinarea dinților stâlpi din cauza forțelor ocluzale. |

Avantajele și dezavantajele punților dentare adezive
|                           | Avantaje | Dezavantaje |
| Punțile fixe              | Suprafața mare determină o bună retenție Simplu de confecționat în laborator | Se poate descimenta, permițând cariilor secundare să se formeze sub coroane Dinții stâlpi înclinați necesită o preparație extensivă pentru a atinge paralelismul necesar și să se obțină o retenție suficientă În mod ideal, dinții stâlpi ar trebui să fie egal retentivi, ceea ce este dificil de realizat, în special în zona posterioară când dinții stâlpi sunt molari sau premolari. |
| Punțile fixe mabilizabile | Dinții stâlpi sunt capabili să se miște independent Retenția celor 2 dinți stâlpi nu trebuie să fie egală Dinții stâlpi pot fi minim retentivi Oprește înclinarea dinților stâlpi posteriori | Acest tip de punte nu este recomandată pentru zona frontală Nerecomandate pentru edentațiile întinse Mai complex de confecționat în labaorator |
| Punțile cu extensie       | Cea mai conservatoare cu țesutul dur dentar, necesitând o preparație minimă a unui singur dinte stâlp. De elecție pentru înlocuirea edentațiile frontale simple Pot fi utilizate pentru edentații posterioare scurte Confecționare simplă în laborator Pacienții sunt capabili să mențină o bună igienă orală, deoarece este ușor de curățat. | Retenție limitată datorită suprafeței mici utilizate Risc de descimentare datorită forțelor de torsiune Poziționarea adecvată la cimentare poate fi dificilă |

## Alegerea cazului și planul de tratament
Alegerea cazului  

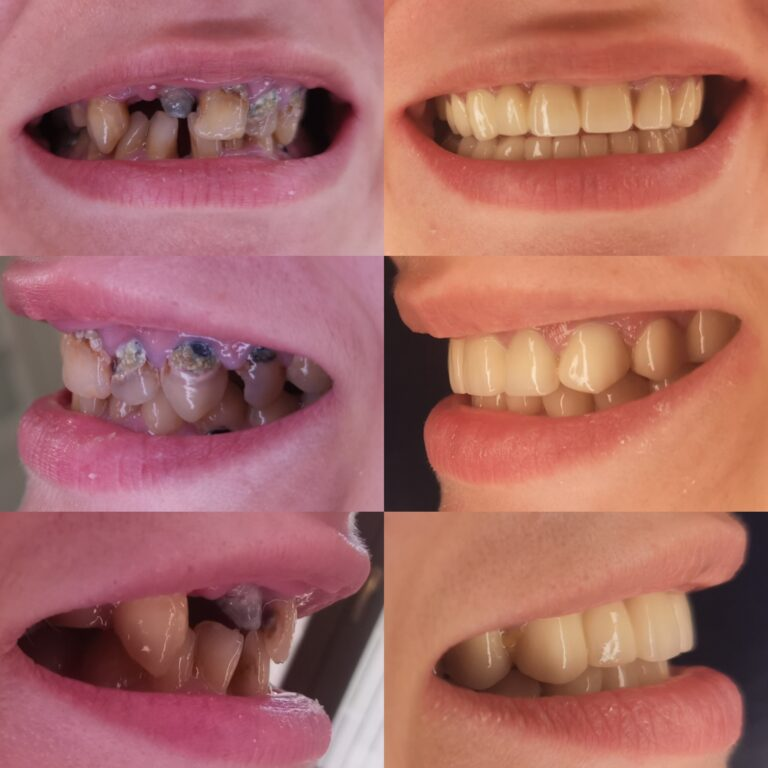
punte dentara din zirconiu

Selecția adecvată a cazurilor este importantă atunci când se ia în considerare tratamentul cu punți fixe. Ar trebui discutate așteptările pacientului și ar trebui să se obțină un istoric complet al acestuia. Înlocuirea dinților lipsă cu o punte fixă nu este întotdeauna indicată și trebuie luați în considerare atât factorii pacientului, cât și factorii de restaurare, înainte de a decide dacă este oportună utilizarea unei punți fixe. Durata de viață a punților poate fi afectată de lungimea ei, de zona unde se va fixa puntea și de dimensiunea, forma, numărul și starea dinților stâlpi utilizați. În plus, orice boală activă, inclusiv cariile sau boala parodontală, trebuie tratată și urmată de o perioadă de întreținere pentru a asigura respectarea de către pacient a unei igiene orale adecvate.
Dinții vitali sunt de preferat a fi tratați endodontic acolo unde urmează a se aplica elementele de agregare. Prin tratamentul endodontic, dinții pierd o cantitate mare din structura dintelui, ceea ce îi slăbește și îi face mai puțin capabili să tolereze forțe ocluzale adiționale. Pentru coroanele din zona posterioară s-a concluzionat în diverse studii că prezintă un risc mai mare de eșec.
În cazul punților fixate adeziv, dinții stâlpi ar trebui să fie în mod ideal nerestaurați și să aibă suficient smalț pentru a susține dispozitivul de fixare din metal. În plus, trebuie să existe suficient spațiu pentru a se adapta la lățimea minimă a conectorului de 0,7 mm și la înălțimea de 2 mm. Este acceptabil ca dintele stâlp să fie restaurat minimal cu mici restaurări din compozit, cu condiția ca acesta să fie sănătos. Se recomandă înlocuirea restaurărilor vechi din compozit înainte de cimentare pentru a asigura o rezistență optimă a legăturii prin intermediul stratului de oxid.
Dinții cu afecțiuni active, cum ar fi caria sau boala parodontală, nu ar trebui să fie folosiți ca dinți stâlpi până când afecțiunea nu este stabilizată. Odată stabilizați, dinții compromiși din punct de vedere parodontal pot fi utilizați ca dinți stâlpi, în funcție de raportul coroană/rădăcină descris mai jos.
Legea lui Ante, care prevede că rădăcinile dinților stâlpi trebuie să aibă o suprafață parodontală combinată în trei dimensiuni mai mare decât cea a structurilor radiculare lipsă ale dinților înlocuiți cu o punte, este utilizată în proiectarea punților. Această lege rămâne controversată în ceea ce privește dovezile clinice de susținere.
Raportul coroană-rădăcină reprezintă distanța de la suprafața ocluzală/incizală a dintelui până la creasta alveolară în raport cu lungimea rădăcinii în interiorul osului. Raportul minim dintre coroană și rădăcină este considerat a fi de 1:1, deși cel mai favorabil este un raport coroană/rădăcină de 2:3. Pe măsură ce proporția de dinte susținut de os scade, efectul de pârghie crește.
Configurația rădăcinii trebuie luată în considerare la alegerea dinților stâlpi. Rădăcinile divergente ale dinților posteriori oferă un suport mai mare în comparație cu rădăcinile convergente, fuzionate sau conice. Rădăcinile care se curbează apical oferă un suport sporit în comparație cu cele care au o conicitate fixă.
Numărul de dinți stâlpi necesari depinde atât de poziția dinților care urmează a fi înlocuiți, cât și de lungimea crestei edentate. Punțile cu extensie care utilizează un singur dinte stâlp sunt proiectate pentru a înlocui un singur dinte anterior și pot fi utlizate și pentru unul posterior.
Ar trebui evaluată ocluzia punții cu dinții antagoniști. Acest lucru poate determina ce tip de design este cel mai potrivit și, prin urmare, câți dinți stâlpi sunt necesari. În cazul punților adezive, corpul de punte trebuie să aibă un contact ușor în intercuspidare și niciun contact în mișcările de lateralitate.
Considerații biomecanice
Forțele de torsiune apar când corpul de punte se află în afara axei liniare a dinților, corpul de punte acționează ca un braț de pârghie. Acest lucru se aplică în special la punțile care protezează edentații întinse în zona frontală.
Deplasarea variază direct cu lungimea și invers proporțional cu grosimea ocluzo-gingivală a corpului de punte. Cu cât edentația este mai mare, cu atât apare mai mult deplasarea punții. Deplasarea este de 8 ori mai mare când edentația necesită 2 corpuri de punte și de 27 de ori mai mare cu 3 corpuri de punte în comparație cu un singur corp. Este posibil ca prin creșterea lungimii edentației, să rezulte creșterea forței de torsiune asupra dinților stâlpi. Cu cât corpul de punte este mai subțire, cu atât deformarea este mai mare. Dacă grosimea corpului punții este redusă cu 50%, aceasta determină o creștere de 8 ori a deformării. Alegerea unor corpuri de punte cu o dimensiune ocluzo-gingivală crescută și utilizarea unor aliaje cu rezistență mare la deformare pentru construirea protezei vor contribui la reducerea acestei deformări.

## Indicații de utilizare
Înlocuirea unui singur dinte sau a unui spațiu mic de edentație.
Stare de sănătate orală bună și motivația pacientului de a o menține.
Starea parodontală a dentiției rămase la un nivel stabil și satisfăcător.
Dinți stâlpi de bună calitate, cu restaurări minime și cu o suprafață și un smalț suficient pentru aderență.
Solidarizarea dinților compromiși din punct de vedere parodontal pentru a îmbunătăți stabilitatea ocluzală, confortul și a diminua mobilitatea. (Dinții compromiși parodontal reprezintă, de asemenea, o contraindicație).
Ca modalitate de protezare fixă după un tratament ortodontic sau extracție.
Pacient nepotrivit pentru implanturi. Acest lucru se poate datora unor niveluri osoase inadecvate, prețului de cost crescut sau faptului că pacientul nu dorește implanturi.

## Contraindicații
Dimensiunea edentației prea mare.
Pacienți cu parafuncție, de exemplu, bruxism.
Mobilitatea dinților crește riscul descimentării.
Dinți malpoziționați care au ca rezultat o estetică slabă.
Calitatea dintelui stâlp inadecvată, de exemplu, poate avea o suprafață redusă, un smalț redus sau poate fi restaurat total.
Risc crescut de carii din cauza dificultății sporite în menținerea igienei orale în jurul punții.
Risc crescut de pierdere a vitalității.
Alergie la aliajele metalice de bază, de exemplu, nichel.
Slaba motivație a pacientului. Boală dentară activă (carii, boală parodontală) și igienă orală deficitară.
Tipul corpului de punte în raport cu creasta edentată
Suspendat (igienic)
Contacte punctiforme
Șa
Semi-șa
Ovat
O punte are ca scop restaurarea esteticii, oferă stabilitate ocluzală și îmbunătățește funcțiile.
Puntea care oferă o igienizare bună, nu are contact cu creasta alveolară adiacentă, făcând-o cea mai indicată pentru păstrarea unei igiene orale. Din cauza esteticii slabe a acestui tip de punte, cel mai adesea este utilizată pentru înlocuirea molarilor mandibulari.
Puntea cu contacte punctiforme este a doua cea mai favorabilă în ceea ce privește capacitatea de a menține o bună igienă orală, cu corpul de punte în contact cu creasta doar într-un singur punct.
Puntea în șa și semi-șa au o estetică superioară celor discutate anterior, cu suprafața labială/bucală capabilă să restaureze estetica unui dinte natural de la marginea incizală la cea gingivală. Pentru a minimiza acoperirea țesuturilor moi, porțiunea linguală/palatinală a corpului de punte este redusă pentru a îmbunătăți accesibilitatea pentru a menține o igienă orală bună. Pentru design-ul cu puntea în semi-șa, corpul de punte are contact doar cu fața bucală a crestei alveolare.
Puntea ovată vine în contact cu țesutul moale adiacent și ascunde defectele crestei edentate cu aplicarea unei presiuni ușoare. Este, de obicei, utilizată în punțile provizorii, urmând extracția dinților pentru a îmbunătăți emergența de profil și a ajuta la modelarea gingiei din jurul viitoarei proteze fixe.

## Tipuri de punți în funcție de durabilitate
Punțile pot fi provizorii (temporare) sau permanente. Puntea provizorie este o restaurare tranzitorie care protejează dinții care sunt slăbiți prin prepararea lor și stabilizează țesuturile dentare până la obținerea restaurării finale. Mai mult, poate oferi o perspectivă a esteticii viitoarei restaurări permanente și aspectul acesteia, ceea ce poate ajuta pacientul să accepte rezultatul final. Restaurările provizorii sunt concepute pentru a fi folosite pentru câteva săptămâni sau luni, ele pot fi fabricate direct (în cabinetul stomatologic), sau indirect ( în laboratorul dentar). De obicei, se probează de câteva ori pentru a verifica dacă se potrivește corect și dacă marginile sale se adaptează bine pe suprafața dinților și gingiei, fiind posibil să fie nevoie de readapatare sau de câteva ajustări. Punțile provizorii pot fi confecționate fie din rășini acrilice, fie din metal. Rășinile sunt cele mai frecvent utilizate, acestea fiind realizate fie din acetat de celuloză, fie din policarbonat sau din polimetilmetacrilat. Alte rășini activate chimic includ metacrilații poli-R: aceștia sunt metacrilați cu substanțe de etil sau izobutil adăugate pentru a crește rezistența materialului. De asemenea, printre rășinile utilizate în mod obișnuit se numără dimetacrilatul pe bază de BisGMA și di-metilacrilatul de uretan. S-a constatat că materialele pe bază de dimetacrilat sunt mai bune decât monometacrilații pentru restaurările provizorii în ceea ce privește rezistența la flexiune și duritatea.

## Tipuri de punți în funcție de material
Din metal, metale nobile, cum ar fi aurul sau din aliaje, ca și nichel-crom.
Nemetalice. Pot fi fie fațete din rășini, compozit ranforsat cu fibre, porțelan fuzionat cu metal sau ceramică, cum sunt silica, alumina sau zirconiu.
Rășini acrilice și porțelanul fuzionat cu metal
Rășinile acrilice au fost primul material de fațetare utilizat pentru a ajuta la restaurarea esteticii coroanelor și a punților, scopul fiind de a menține o culoare similară cu cea a dinților naturali prin atașarea acesteia pe fața vestibulară a coroanei/punții metalice, dar, totuși, utilizarea rășinilor pentru protezarea dentară are o stabilitate precară și o rezistență scăzută la abraziune. Porțelanul fuzionat cu metal a fost introdus ulterior, acesta fiind compus din 2 straturi (unul opac pentru a acoperi structura metalică și altul translucid pentru a oferi iluzia de smalț). În continuare, mai mulți cercetători consideră porțelanul fuzionat cu matel standardul de aur, întrucât au raportat un succes de 95% pe o perioadă de peste 10 ani, acesta fiind un motiv pentru care toate tipurile noi de ceramică sunt, de obicei, comparate în ceea ce privește rata de succes și durabilitate cu acesta. Totuși, restaurările din porțelan fuzionat cu metal pot prezenta o colorație gri la nivelul marginilor cervicale ale dinților, cu vizibilitatea structurii metalice.
Emax
Ceramica Emax oferă proprietăți estetice ridicate, de aceea utilizarea sa a fost din ce în ce mai populară, cu toate acestea, nu există dovezi suficiente pentru a determina longevitatea Emax-ului în punțile dentare; unele cercătări constatând o rata de supraviețuire echitabilă pe termen scurt, dar nefavorabilă pe termen mediu. Eșecurile restaurărilor au fost cel mai mult raportate în regiunea dinților posteriori. Emax-ul este disponibil ca lingouri de presă sau în sistem CAD-CAM. Utilizarea Emax-ului în coroane sau punți nu este recomandată pacienților care suferă de bruxism.
Zirconiu

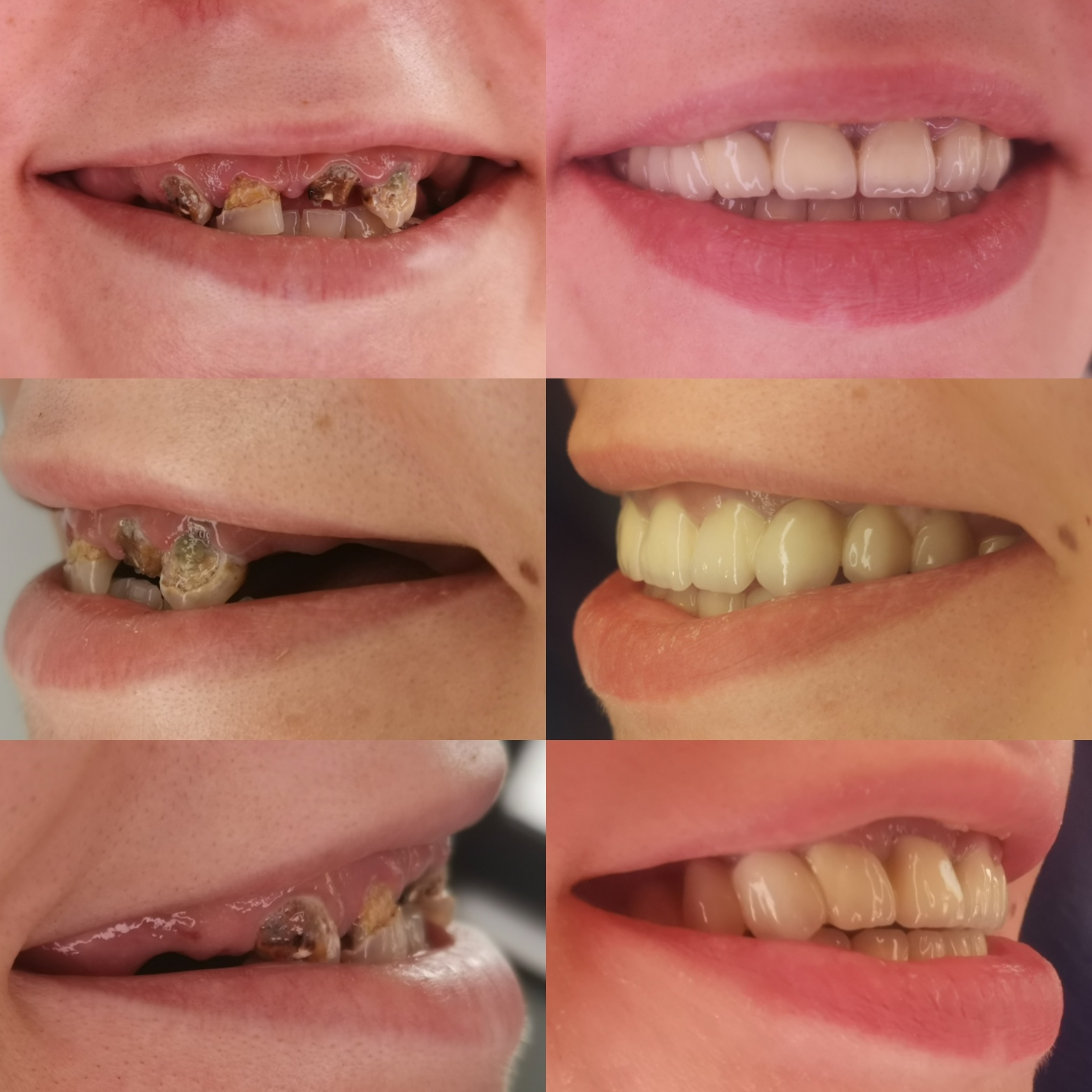

Zirconiul este folosit în zona frontală și cea laterală, atât în punțile fixe, cât și pe implanturi. Zirconiul este fabricat utilizând tehnologia CAD-CAM. Prezintă o forță mecanică mare și poate suporta forțe ocluzale mari comparativ cu celelalte materiale ceramice. În plus, poate rezista la propagarea fisurilor în centrul materialului, însă, fisurile pot apărea frecvent în materialul de fațetare, ducând la fracturarea acestuia, fie în punțile susținute pe dinți, fie în cele pe implanturi. Cercetările au arătat că conectori de 3x3 mm în punțile din zirconiu cresc rezistența la fractura cu până la 20%.
Cu toate că utilizarea ceramicii în protezele fixe a fost o variantă populară datorită faptului că redă un aspect realist, extrem de estetic, o analiză Cochrane a identificat insuficiente dovezi pentru a susține sau a respinge eficiența materialelor ceramice pentru tratamentul protezelor fixe în comaparație cu cele metalo-ceramice.

## Stagiile clinice ale realizării punților dentare
Evaluarea: Evaluarea clinică a condițiilor necesare ale pacientului pentru realizarea unei punți dentare. Istoricul detaliat (inclusiv istoricul medical), evaluarea adecvată a condițiilor mediului oral al pacientului (inclusiv ocluzia, riscul cariilor, riscul parodontal, examenul radiologic, testarea sensibilității), evaluarea obiectivelor și motivației pacientului, selecția dinților stâlp și proiectarea punții.
Amprenta primară: Amprentele primare pot fi luate cu alginat pentru a fi realizate modelele de studiu. De asemenea, trebuie luată o înregistrare cu arcul facial pentru a permite studierea ocluziei înainte de furnizarea protezei.
Wax up diagnostic: Aceasta permite pacientului să vizualizeze cum va arăta proteza definitivă. Wax up-ul poate fi folosit și pentru a construi o matrice chitoasă care poate fi folosită ulterior pentru a face o restaurare temporară.
Înlocuirea obturațiilor: obturațiile pe dinții stâlpi cu prognostic nefavorabil sau obturațiile vechi din rășină compozită pentru punțile adezive ar trebui înlocuite.
Pregătirea dinților: Aceasta trebuie finalizată cu referire la radiografii și modele de studiu obținute în timpul planificării tratamentului. Pentru punțile convenționale, pregătirea dentară ar trebui să urmărească conservarea țesutului dentar, asigurarea unui traseu paralel de inserție, obținerea unei ocluzii corecte și asigurarea unor margini ale preparației bine definite. Conicitatea fiecărui dinte stâlp trebuie să fie aceeași. Acest lucru este cunoscut sub numele de paralelism între bonturi și permite punții să se potrivească pe aceștia. Punțile adezive necesită o pregătire minimă.
Amprenta finală: Trebuie realizată o amprentă precisă a dinților pregătiți, împreună cu o amprentă a arcadei antagoniste. Modelele funcționale sunt folosite pentru a furniza informații precise despre ocluzie la laborator și pentru a construi proteza.
Înregistrarea ocluzală: este necesară o înregistrare ocluzală atunci când se doresc punți dentare extinse pentru a permite corelarea corectă cu arcada opusă. Acest lucru poate să nu fie necesar dacă doar un număr mic de dinți urmează să fie restaurați.
Restaurare temporară: restaurările temporare trebuie utilizate dacă este posibil pentru a proteja și menține dinții pregătiți până la plasarea restaurării finale.
Proba: Acceptabilitatea clinică trebuie confirmată înainte de cimentarea definitivă. Evaluarea protezei pe modelele funcționale și identificarea cauzei oricăror probleme prezente. Uneori este folosită o perioadă de cimentare provizorie pentru a evalua acceptabilitatea clinică înainte de plasarea definitivă a punții.
Amplasarea finală: Odată ce proteza este satisfăcătoare și este acceptabilă clinic, se cimentează și se fixează definitiv puntea dentară.
Revizuire: Evaluarea punților și gestionarea oricăror probleme postoperatorii

## Fabricarea restaurării
Ca și în cazul coroanelor unice, punțile pot fi fabricate folosind tehnica cerii pierdute dacă restaurarea trebuie să fie integral din aur sau porțelan fuzionat cu metal cu mai multe unități. O altă tehnică de fabricație este utilizarea software-ului CAD/CAM pentru a prelucra puntea. După cum s-a menționat mai sus, există considerații speciale atunci când se pregătește pentru o restaurare cu mai multe unități, deoarece relația dintre cele două sau mai multe bonturi trebuie menținută în restaurare. Adică, trebuie să existe un paralelism adecvat pentru ca puntea să se așeze corect.
Uneori, puntea nu se poate insera, dar medicul dentist nu este sigur dacă se datorează faptului că relația spațială dintre bonturi este incorectă sau dacă bonturile nu se potrivesc efectiv cu puntea realizată. Singura modalitate de a determina acest lucru este să secționeze puntea și să încerce fiecare dinte stâlp. Dacă se potrivește individual, relația spațială a fost incorectă, iar elementul de agregare care a fost secționat de corpul de punte trebuie acum reatașat la acesta conform relației spațiale nou confirmate. 
Suprafețele proximale ale unităților secționate sunt rugoase și relația este păstrată cu un material care se va aplica pe ambele părți, cum ar fi PATTERN RESIN™ de la compania GC America. Cu cele două elemente de agregare așezate individual pe dinții stâlpi pregătiți, rășina este aplicată pe locul secționării pentru a restabili o relație spațială adecvată între cele două piese. Acesta poate fi apoi trimis la laborator unde cele două piese vor fi lipite și returnate pentru o nouă probă sau cimentare finală. 
Avantajele punților
Punțile dentare oferă câteva avantaje. Ele pot, de obicei, să fie realizate în 2 ședințe, pot reda dintelui funcția masticatorie înapoi, nu necesită îndepărtarea periodică pentru igienizare, au o durată de viață lungă și sunt plăcute estetic.
Eșecul punților dentare
Cele mai comune motive ale eșecului punților dentare
Igiena orală precară: Ca și în cazul altor lucrări protetice fixe, inclusiv punțile dentare, menținerea unei igiene orale bune pentru a preveni formarea plăcii dentare în jurul punților, este cheia. Aceasta va asigura o performanță îndelungată. Un studiu a examinat sănătatea gingiei din jurul punților fixe după 14 zile – 6 luni de la inserția acestora și a descoperit că suprafețele erau mai retentive pentru placa dentară, determinând inflamația gingivală indiferent de materialul din care era confecționată puntea, cu excepția coroanelor solitare care nu prezentau același efect.

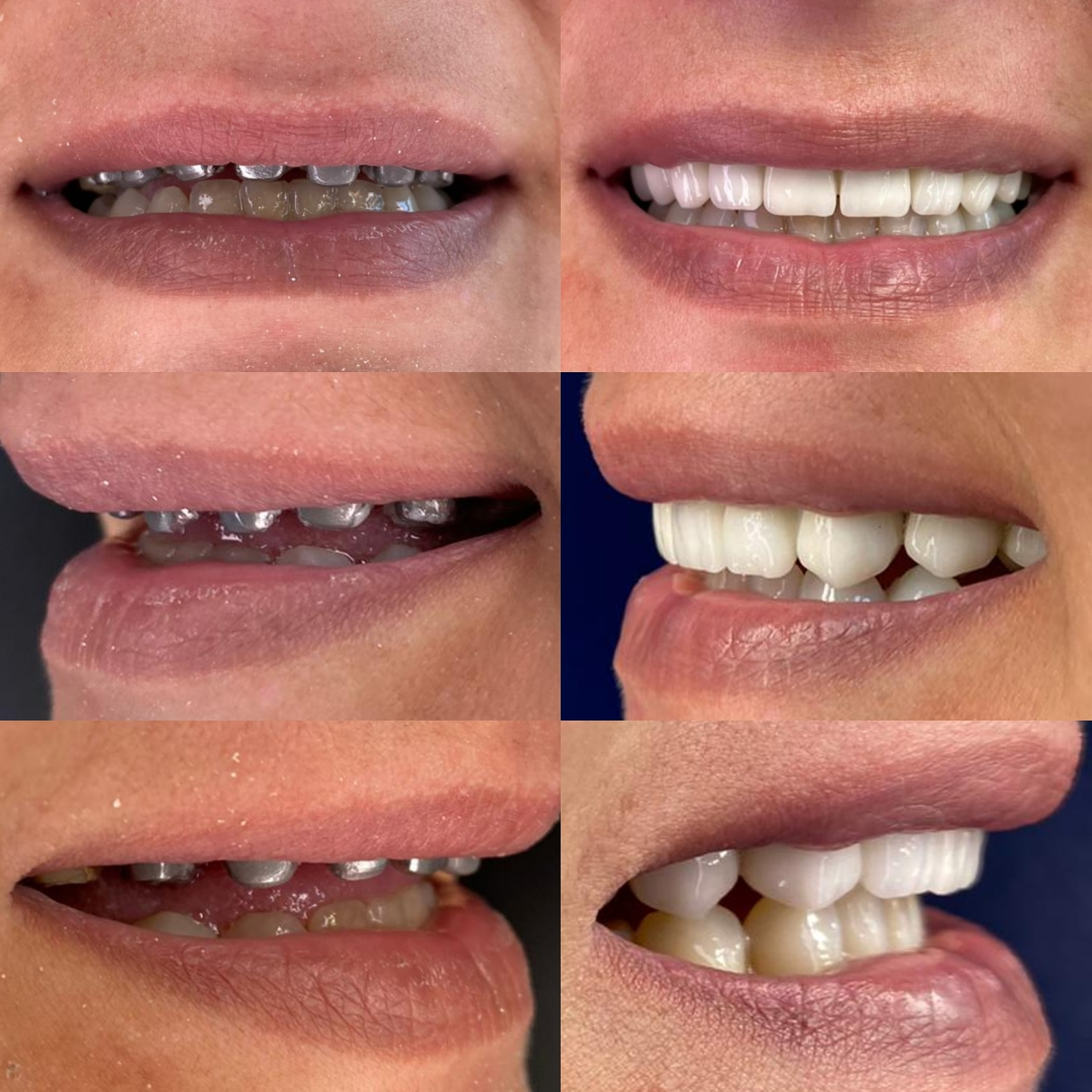

Eșec mecanic: Aceste eșecuri pot apărea datorită pierderii retenției punții în urma unei cimentări, preparații sau construcției nepotrivite.
Fractura stratului metalic sau a corpului de punte poate duce, de asemenea, la eșecuri mecanice. Fractura în conectorii punților de pe partea gingivală este o problemă comună la majoritatea punților din ceramică.
Eșecul biologic: Acesta poate apărea din cauza cariilor la nivelul dintelui (una dintre cele mai frecvente cauze ale nereușitelor coroanelor și punților) sau din cauza leziunilor pulpare. Problemele cu dinții stâlp, cum ar fi fractura dentară, cariile secundare sau boala parodontală pot provoca disconfort și pot pune presiune asupra țesuturilor moi din jur determinând, de asemenea, un eșec biologic al punții.
Eșecul estetic: Acesta poate apărea în momentul cimentării și includ; nepotrivirea culorilor, rugozitatea marginilor sau conturul dintelui necorespunzător.
Eșecurile estetice pot apărea, de asemenea, pe o perioadă de timp, inclusiv prin uzura dinților, retracția gingivală sau deplasarea dinților.
Probleme cu dinții stâlpi: aceștia pot fi afectați de carii secundare, pierderea vitalității sau boala parodontală, toate acestea putând determina eșecul punții.
Manifestări orale ale defecțiunilor punților
Nereușita unei punții conduce la complicații clinice și pacienții pot prezenta:
Durere în cavitatea bucală
Sensibilitatea, sângerarea și inflamația gingiilor 
Respirație urât mirositoare și tulburări ale gustului

## Gestionarea disfuncționalităților punților dentare
Gestionarea disfuncționalităților punții depinde de amploarea și tipul acestora, iar acestea pot fi prevenite prin elaborarea unui plan de tratament amănunțit împreună cu pacientul, precum și subliniind în mod regulat importanța menținerii unui nivel foarte bun de igienă orală după ce puntea a fost plasată. Importanța curățării sub corpul de punte, prin utilizarea unor mijloace potrivite pentru igienizarea interdentară, ar trebui, de asemenea, consolidată, deoarece controlul plăcii în jurul restaurărilor fixe este mai dificil.
Opțiunile de management includ:
Menținerea punții sub observație/revizuire
Repararea, înlocuirea sau eliminarea oricăror defecte